# 1740
Il 1740 (MDCCXL in numeri romani) è un anno bisestile del XVIII secolo.

## Eventi
- 5 febbraio – Constatata l'unanimità in favore della Repubblica papa Clemente XII restituisce ufficialmente l'indipendenza a San Marino (festa di Sant'Agata).
- 31 maggio – Federico II Hohenzollern è incoronato re di Prussia, dopo la morte del padre Federico Guglielmo I.
- 20 ottobre – Morte di Carlo VI d'Asburgo; sale al trono Maria Teresa, all'età di 23 anni. I principi tedeschi Carlo Alberto di Baviera e Federico Augusto II di Sassonia, e i re Filippo V di Borbone (Spagna) e Federico II Hohenzollern (Prussia) entrano in conflitto con l'Impero austriaco non riconoscendo il diritto alla corona della giovane sovrana. Inghilterra, Paesi Bassi e Regno di Sardegna si schierano a fianco dell'Austria. La Francia entra successivamente in guerra contro l'Inghilterra. Si apre così la Guerra di successione austriaca (finirà nel 1748).
- 26 dicembre – Inaugurazione del Regio Teatro di Torino progettato dal Conte Benedetto Alfieri sotto la reggenza di Carlo Emanuele III di Savoia. Si tratta del secondo più antico teatro d'opera del mondo tuttora in attività dopo il Teatro di San Carlo di Napoli; distrutto da un incendio nel 1936 è stato ricostruito nel 1973.

## Nati

### Gennaio
- 4 gennaio - Ernestina Augusta di Sassonia-Weimar, principessa († 1786)
- 7 gennaio - Nicolas-Joseph Beaurepaire, militare francese († 1792)
- 8 gennaio - Manuel Bayeu, pittore, architetto e monaco cristiano spagnolo
- 14 gennaio - Antonio Felice Zondadari, cardinale e arcivescovo cattolico italiano († 1823)

### Febbraio
- 3 febbraio - Guillaume Lasceux, organista e compositore francese († 1831)
- 4 febbraio - Carl Michael Bellman, poeta e compositore svedese († 1795)
- 4 febbraio - Adam Philippe de Custine, generale francese († 1793)
- 9 febbraio - David Charpentier de Cossigny, militare e politico francese († 1801)
- 10 febbraio - Michele Araldi, medico e matematico italiano († 1813)
- 11 febbraio - Pierre-Victor Malouet, politico francese († 1814)
- 13 febbraio - Sophie Arnould, cantante e attrice teatrale francese († 1802)
- 15 febbraio - Alessandro Carli, nobile e letterato italiano († 1814)
- 15 febbraio - Juan Andrés, umanista, critico letterario e bibliotecario spagnolo († 1817)
- 15 febbraio - Ernst Eichner, compositore e fagottista tedesco († 1777)
- 15 febbraio - Giuseppe Gorani, avventuriero, scrittore e diplomatico italiano († 1819)
- 17 febbraio - John Sullivan, generale e politico statunitense († 1795)
- 17 febbraio - Horace-Bénédict de Saussure, alpinista e scienziato svizzero († 1799)
- 18 febbraio - Jacques Noël Sané, ingegnere francese († 1831)
- 19 febbraio - Giacomo Giorgio Angaran, politico italiano († 1791)
- 22 febbraio - Valentin Adamberger, tenore tedesco († 1804)
- 23 febbraio - Jacopo Alessandro Calvi, pittore italiano († 1815)
- 26 febbraio - Giambattista Bodoni, incisore e tipografo italiano († 1813)

### Marzo
- 6 marzo - Angelo Paolo Carena, storico italiano († 1769)
- 6 marzo - Giovanni Meli, poeta e drammaturgo italiano († 1815)
- 7 marzo - Balthazar Georges Sage, chimico e mineralogista francese († 1824)
- 16 marzo - Johann Jacob Schweppe, inventore e imprenditore tedesco († 1821)
- 21 marzo - Francesco Luini, matematico e gesuita italiano († 1792)
- 27 marzo - Niklaus Franz von Bachmann, generale svizzero († 1831)
- 27 marzo - Stanislao Canovai, religioso, matematico e storico italiano († 1812)
- 29 marzo - Jean Samuel Guisan, ingegnere svizzero († 1801)
- 31 marzo - Charles Spencer, nobile e politico inglese († 1820)

### Aprile
- 2 aprile - Armand-Gaston Camus, politico francese († 1804)
- 8 aprile - Bernard-René Jourdan de Launay, nobile e militare francese († 1789)
- 10 aprile - José Basílio da Gama, poeta brasiliano († 1795)
- 11 aprile - Francesco Daniele, filosofo, scrittore e letterato italiano († 1812)
- 18 aprile - Francis Baring, I baronetto Baring, banchiere inglese († 1810)
- 26 aprile - Jean-Jacques Paulet, medico e micologo francese († 1826)
- 27 aprile - Antoine Vestier, pittore francese († 1824)

### Maggio
- 2 maggio - Paolo Morellati, compositore e organista italiano († 1807)
- 2 maggio - Nicholas Pocock, pittore inglese († 1821)
- 3 maggio - Ivan Ivanovič Michel'son, generale russo († 1807)
- 9 maggio - Giovanni Paisiello, compositore italiano († 1816)
- 13 maggio - Valerio Da Pos, poeta italiano († 1822)
- 15 maggio - Johann Georg Heinrich Feder, filosofo tedesco († 1821)
- 21 maggio - Gaspare Pacchierotti, cantante castrato italiano († 1821)
- 25 maggio - Hercules Mulligan, rivoluzionario irlandese († 1825)
- 27 maggio - Gaetano Maccà, abate e storico italiano († 1824)
- 28 maggio - Anna Aleksandrovna Islen'eva, nobildonna russa († 1794)
- 28 maggio - Fedot Ivanovič Šubin, scultore russo († 1805)
- 28 maggio - Jean-André Venel, medico svizzero († 1791)

### Giugno
- 1º giugno - Giovanni Battista Rezzonico, cardinale italiano († 1783)
- 2 giugno - Marchese de Sade, scrittore, filosofo e drammaturgo francese († 1814)
- 3 giugno - Aubrey Beauclerk, V duca di St. Albans, nobile inglese († 1802)
- 6 giugno - Louis-Sébastien Mercier, scrittore e drammaturgo francese († 1814)
- 8 giugno - Gabriele Mario Piozzi, musicista, compositore e tenore italiano († 1809)
- 11 giugno - Luigi Gatti, compositore italiano († 1817)
- 17 giugno - Ludwig Ernst von Borowski, arcivescovo luterano tedesco († 1831)
- 20 giugno - Clément-Pierre Marillier, incisore e disegnatore francese († 1808)
- 22 giugno - Georg Ludwig von Edelsheim, politico e diplomatico tedesco († 1814)
- 24 giugno - Juan Ignacio Molina, naturalista, botanico e gesuita cileno († 1829)
- 27 giugno - John Latham, medico e naturalista inglese († 1837)

### Luglio
- 10 luglio - Girolamo Baruffaldi, gesuita e letterato italiano († 1817)
- 10 luglio - Emanuele Moncada Oneto, nobile, politico e militare italiano († 1815)
- 12 luglio - Jacques Bernard d'Anselme, generale francese († 1814)
- 15 luglio - Archibald Hamilton, IX duca di Hamilton, nobile e politico scozzese († 1819)
- 22 luglio - Francesco Saverio Gualtieri, vescovo cattolico italiano († 1831)
- 27 luglio - Jeanne Baret, esploratrice francese († 1807)
- 31 luglio - Ignatius Mouradgea d'Ohsson, diplomatico, storico e orientalista armeno († 1807)
- 31 luglio - Marinus Willett, politico statunitense († 1830)

### Agosto
- 2 agosto - Jean Baptiste Camille Canclaux, generale francese († 1817)
- 2 agosto - Anton Franz Lamberg-Sprintzenstein, diplomatico e collezionista d'arte austriaco († 1822)
- 7 agosto - Felice Piccaluga, organaro italiano († 1775)
- 10 agosto - Leopoldo III di Anhalt-Dessau, principe e duca († 1817)
- 10 agosto - Samuel Arnold, compositore, organista e musicologo inglese († 1802)
- 15 agosto - Matthias Claudius, scrittore e poeta tedesco († 1814)
- 18 agosto - Giovanni Cristofano Amaduzzi, abate, filologo classico e filosofo italiano († 1792)
- 23 agosto - Ivan VI di Russia, sovrano russo († 1764)
- 26 agosto - Fratelli Montgolfier, inventore francese († 1810)
- 30 agosto - Agostino Bossi, stuccatore italiano († 1799)
- 31 agosto - J. F. Oberlin, pastore protestante e filantropo francese († 1826)

### Settembre
- 2 settembre - Johann Georg Jacobi, poeta tedesco († 1814)
- 6 settembre - Alessandro Filangieri, generale e politico italiano († 1806)
- 7 settembre - Fortunato Pinto, arcivescovo cattolico italiano († 1825)
- 7 settembre - Johan Tobias Sergel, scultore svedese († 1814)
- 17 settembre - John Hamilton Mortimer, pittore inglese († 1779)
- 23 settembre - Go-Sakuramachi, imperatrice giapponese († 1813)

### Ottobre
- 3 ottobre - Jakov Borisovič Knjažnin, traduttore e drammaturgo russo († 1791)
- 7 ottobre - Samuel Webbe, compositore e organista inglese († 1816)
- 17 ottobre - András Dugonics, scrittore e drammaturgo ungherese († 1818)
- 20 ottobre - Carlo Francesco Maria Caselli, cardinale e arcivescovo cattolico italiano († 1828)
- 20 ottobre - Isabelle de Charrière, scrittrice olandese († 1805)
- 21 ottobre - Robert Abercromby, generale inglese († 1827)
- 29 ottobre - James Boswell, scrittore, giurista e aforista scozzese († 1795)
- 29 ottobre - Federico Augusto di Brunswick-Wolfenbüttel-Oels, generale prussiano († 1805)
- 31 ottobre - William Paca, politico statunitense († 1799)
- 31 ottobre - Giuseppe Antonio Slop, astronomo italiano († 1808)
- 31 ottobre - Philip James de Loutherbourg, pittore britannico († 1812)

### Novembre
- 4 novembre - Augustus M. Toplady, predicatore e poeta inglese († 1778)
- 10 novembre - Maria Cunegonda di Sassonia, principessa sassone († 1826)
- 11 novembre - Jean Auguste de Chastenet de Puységur, arcivescovo cattolico francese († 1815)
- 13 novembre - Stephen Heard, militare statunitense († 1815)
- 14 novembre - Johann van Beethoven, tenore tedesco († 1792)
- 15 novembre - Gabriel Louis de Caulaincourt, militare e politico francese († 1808)
- 22 novembre - Thomas Knowlton, patriota statunitense († 1776)

### Dicembre
- 6 dicembre - Nicola Spedalieri, filosofo e presbitero italiano († 1795)
- 13 dicembre - Franz Xaver Schnizer, compositore e organista tedesco († 1785)
- 15 dicembre - Carlo Rovelli, vescovo cattolico italiano († 1819)
- 16 dicembre - Goran Magnus Sprengtporten, politico finlandese († 1819)
- 17 dicembre - Francesco Pio Santi, vescovo cattolico italiano († 1799)
- 19 dicembre - Filippo Luigi Gonzaga, nobile italiano († 1762)
- 22 dicembre - Pieter van Braam, poeta olandese († 1817)
- 23 dicembre - Antonio Ludeña, matematico, fisico e gesuita spagnolo († 1820)
- 24 dicembre - Anders Johan Lexell, astronomo e matematico russo († 1784)

### Senza giorno specificato
- Thomas Affleck, ebanista statunitense († 1795)
- Abd Allah I Al-Sabah, sovrano kuwaitiano († 1814)
- John Alcock, organista inglese († 1791)
- Germano Azzoguidi, medico italiano († 1814)
- John Bacon, scultore inglese († 1799)
- Lorenzo Baini, compositore italiano († 1814)
- Manon Balletti, francese († 1776)
- John Blankett, ammiraglio britannico († 1801)
- Michel-Honoré Bounieu, pittore e incisore francese († 1814)
- Angelo Maria Brunelli, scultore italiano († 1806)
- Charles-Auguste Böhmer, gioielliere tedesco († 1794)
- Giovanni Pietro Luigi Cacherano d'Osasco, generale e nobile italiano († 1831)
- Luigi Campovecchio, pittore e architetto italiano († 1804)
- Carlo Chenchi, architetto italiano († 1815)
- François Chédeville, artista e artigiano francese († 1820)
- François Cointeraux, architetto francese († 1830)
- Domenico Conti Bazzani, pittore italiano († 1815)
- Peter Corcoran, pugile irlandese († 1784)
- Francesco Corneliani, pittore italiano († 1815)
- Luigi Cuccagni, presbitero, scrittore e giornalista italiano († 1798)
- Charles François Delamarche, geografo e cartografo francese († 1817)
- Evstratij Ivanovič Delarov, esploratore e mercante greco († 1806)
- Antonio Durazzini, medico e botanico italiano († 1810)
- Samuel Elbert, politico e generale statunitense († 1788)
- Pietro Fabris, pittore italiano († 1792)
- Pasquale Fago, compositore e politico italiano († 1794)
- Evangelista Ferrari, pittore e architetto italiano († 1779)
- Philip Francis, politico irlandese († 1818)
- Jean-Baptiste André Gautier-Dagoty, pittore francese († 1786)
- Angelo Gottarelli, pittore italiano († 1813)
- Giuseppe Greco, scultore e architetto italiano († 1807)
- Francesco Gritti, poeta, scrittore e magistrato italiano († 1811)
- Lewis Hallam Jr., attore teatrale e direttore teatrale inglese († 1808)
- Richard Howly, politico statunitense († 1784)
- Giuseppe Jannacconi, compositore italiano († 1816)
- John Ker, nobile e letterato britannico († 1804)
- André-Joseph Lafitte-Clavé, militare francese († 1794)
- Francis Light, esploratore e ufficiale britannico († 1794)
- Edward Ligonier, I conte Ligonier, militare e nobile britannico († 1782)
- Branda de Lucioni, militare italiano († 1803)
- Gennaro Luzio, basso italiano
- Marco Marcola, pittore italiano († 1793)
- William Marlow, pittore britannico († 1813)
- Alexander Martin, politico statunitense († 1807)
- Jacob More, pittore scozzese († 1793)
- Nazir di Agra, poeta indiano († 1830)
- Charles O'Hara, generale britannico († 1802)
- Thomas Percival, medico inglese († 1804)
- Maria di Belgorod, russa († 1822)
- Vincenzo Emanuele Sergio, economista italiano († 1810)
- Anne Speke, nobildonna inglese († 1797)
- Aleksandr Nikolaevič Stroganov, politico russo († 1789)
- Ienăchiță Văcărescu, filologo, poeta e storico romeno († 1797)
- Vincenzo Vangelisti, incisore italiano († 1798)
- Thomas Walter, botanico statunitense († 1789)
- James Woodforde, prete inglese († 1803)
- Jean-Louis de Lolme, giurista e filosofo svizzero († 1806)
- Johann Hermann von Riedesel, viaggiatore tedesco († 1785)

## Morti

### Gennaio
- 5 gennaio - Antonio Lotti, compositore italiano (n. 1667)
- 8 gennaio - Antonio Carmine Caracciolo, IV principe di Torella, principe e diplomatico italiano (n. 1692)
- 11 gennaio - Gianantonio Davia, cardinale e arcivescovo cattolico italiano (n. 1660)
- 17 gennaio - Matthias Buchinger, artista, calligrafo e illusionista tedesco (n. 1674)
- 19 gennaio - Michele Caballone, compositore italiano (n. 1692)
- 20 gennaio - Niccolò Comneno Papadopoli, storico, giurista e teologo italiano (n. 1655)
- 22 gennaio - Giberto Borromeo, cardinale italiano (n. 1671)
- 25 gennaio - Geminiano Giacomelli, compositore italiano (n. 1692)
- 26 gennaio - Giuseppe Maria Casotti, archivista e storico italiano (n. 1679)
- 27 gennaio - Luigi IV Enrico di Borbone-Condé, nobile e politico francese (n. 1692)
- 29 gennaio - Richard Lumley, II conte di Scarbrough, politico inglese (n. 1686)
- 30 gennaio - Amalia von Königsmarck, nobile, pittrice e attrice teatrale svedese (n. 1663)

### Febbraio
- 6 febbraio - Papa Clemente XII, papa, vescovo cattolico e cardinale italiano (n. 1652)
- 7 febbraio - Tommaso Campailla, filosofo, poeta e medico italiano (n. 1668)
- 9 febbraio - Vincent Lübeck, compositore e organista tedesco (n. 1654)
- 13 febbraio - Jacques Bousseau, scultore francese (n. 1681)
- 15 febbraio - Nicolas Prosper Bauyn d'Angervilliers, politico e nobile francese (n. 1675)
- 23 febbraio - Massimiliano Soldani Benzi, pittore, scultore e medaglista italiano (n. 1656)
- 23 febbraio - Giovanni Cristoforo Zoppi, politico italiano (n. 1658)
- 25 febbraio - Girolamo Mattei Orsini, arcivescovo cattolico, letterato e diplomatico italiano (n. 1672)
- 29 febbraio - Pietro Ottoboni, cardinale italiano (n. 1667)

### Marzo
- 7 marzo - Andrés de Orbe y Larreátegui, religioso e arcivescovo cattolico spagnolo (n. 1672)
- 12 marzo - Giovanni Battista Altieri, cardinale e arcivescovo cattolico italiano (n. 1673)
- 12 marzo - Gisella Agnese von Rath, principessa (n. 1669)
- 13 marzo - Michelangelo Tilli, medico e botanico italiano (n. 1655)
- 23 marzo - Olaus Rudbeck il Giovane, esploratore e scienziato svedese (n. 1660)

### Aprile
- 21 aprile - Antonio Balestra, pittore e incisore italiano (n. 1666)
- 28 aprile - Bajirao I, generale indiano (n. 1700)
- 28 aprile - Mastani,  indiana (n. 1699)
- 29 aprile - Cristoforo Benedetti, architetto e scultore italiano (n. 1657)

### Maggio
- 8 maggio - Maria Carolina Sobieska, nobile polacca (n. 1697)
- 11 maggio - Giovanni Domenico Piastrini, pittore italiano (n. 1680)
- 13 maggio - Bartolomeo Pincellotti, scultore italiano (n. 1707)
- 13 maggio - Al-Husayn I ibn Ali al-Turki, sovrano tunisino (n. 1675)
- 14 maggio - Manuel d'Orléans, conte di Charny, generale francese (n. 1677)
- 15 maggio - Ephraim Chambers, scrittore britannico (n. 1680)
- 19 maggio - Teofilo da Corte, teologo italiano (n. 1676)
- 22 maggio - John Boyle, II conte di Glasgow, nobile scozzese (n. 1688)
- 23 maggio - Pierre Crozat, funzionario francese (n. 1661)
- 25 maggio - Carlo Pisani, ammiraglio italiano (n. 1655)
- 31 maggio - Federico Guglielmo I di Prussia, re (n. 1688)

### Giugno
- 2 giugno - Leandro di Porcia, cardinale e vescovo cattolico italiano (n. 1673)
- 5 giugno - Henry Grey, I duca di Kent, nobile e politico inglese (n. 1671)
- 5 giugno - Thomas Onslow, II barone Onslow, politico inglese (n. 1679)
- 7 giugno - Alexander Spotswood, politico, militare e esploratore britannico (n. 1676)
- 12 giugno - Johann Franz Schenk von Stauffenberg, arcivescovo cattolico tedesco (n. 1658)
- 15 giugno - Joseph Jenckes, politico statunitense (n. 1656)
- 17 giugno - William Wyndham, politico britannico (n. 1688)
- 24 giugno - Serafino Cenci, cardinale e arcivescovo cattolico italiano (n. 1676)
- 27 giugno - Pëtr Michailovič Eropkin, architetto russo (n. 1698)

### Luglio
- 8 luglio - Pierre Vigne, presbitero francese (n. 1670)
- 16 luglio - Jan Kupecký, pittore ceco (n. 1666)
- 16 luglio - Maria Anna del Palatinato-Neuburg (n. 1667)
- 19 luglio - Charles-François de Vintimille du Luc, politico francese (n. 1653)
- 20 luglio - Giuseppe Antonio Caccioli, pittore italiano (n. 1672)

### Agosto
- 2 agosto - Elisabetta Sofia di Lorena, nobile francese (n. 1710)
- 31 agosto - Augustin Coppens, pittore e incisore fiammingo (n. 1668)

### Settembre
- 2 settembre - Pietro Bianchi, pittore italiano (n. 1694)
- 13 settembre - Silvio Gaetano Gonzaga, nobile italiano (n. 1670)
- 27 settembre - Johann Friedrich Grael, architetto tedesco (n. 1708)

### Ottobre
- 11 ottobre - Maddalena Augusta di Anhalt-Zerbst, nobile (n. 1679)
- 20 ottobre - Carlo VI d'Asburgo, sovrano (n. 1685)
- 21 ottobre - Benedetto Bresciani, bibliotecario e letterato italiano (n. 1658)
- 27 ottobre - Charles du Plessis d'Argentré, vescovo cattolico francese (n. 1673)
- 28 ottobre - Anna I di Russia, imperatrice russa (n. 1693)

### Novembre
- 28 novembre - Johann Adolf von Metsch, nobile e politico austriaco (n. 1672)
- 28 novembre - Günther XLIII di Schwarzburg-Sondershausen, principe (n. 1678)

### Dicembre
- 9 dicembre - Maria Maddalena Trenta, nobildonna e religiosa italiana (n. 1670)
- 10 dicembre - Giovanni Francesco Maria Marchi, compositore italiano (n. 1689)
- 13 dicembre - Benedetto Erba Odescalchi, cardinale italiano (n. 1679)
- 25 dicembre - Andrea Bianchi, architetto italiano (n. 1677)
- 30 dicembre - Rusudan di Circassia, nobildonna georgiana

### Senza giorno specificato
- Jaime de Rocamora, nobile spagnolo (n. 1684)
- Shimun XIV Shlemon, vescovo cristiano orientale siro
- Tahmasp II, sovrano persiano (n. 1704)
- John Abernethy, teologo irlandese (n. 1680)
- Johann Peter Abesch, pittore svizzero (n. 1666)
- Domenico Alberti, compositore, clavicembalista e cantante italiano (n. 1710)
- Francesco Faraone Aquila, incisore italiano (n. 1676)
- Rinaldo Botti, pittore italiano (n. 1658)
- Teodoro Calmășu, nobile rumeno (n. 1660)
- Jean Cavalier, condottiero francese (n. 1681)
- François Chauvon, compositore francese (n. 1700)
- Demetrio Degni, tipografo e incisore italiano (n. 1648)
- Francesco Ferdinandi, pittore italiano (n. 1679)
- Richard Hayes, matematico britannico (n. 1715)
- Antonio Lorenzini, pittore e incisore italiano (n. 1655)
- Giovanni Luca Lucci, pittore italiano (n. 1637)
- Pietro Nelli, pittore italiano (n. 1672)
- Giuseppe Palmieri, pittore italiano (n. 1674)
- Giuseppe Pinzani, pittore italiano (n. 1679)
- Angelo Rangheri, scultore italiano (n. 1671)
- Arcangelo Resani, pittore e poeta italiano (n. 1670)
- Jeremy Sambrooke, VI baronetto, politico inglese (n. 1703)
- John Senex, cartografo, incisore e esploratore inglese (n. 1678)
- Abbas III,  persiano (n. 1732)
- Alessandro Speroni, architetto italiano (n. 1680)
- Fernando de Valdés y Tamón, militare e politico spagnolo (n. 1661)
- Agaja, re
- Emetullah Kadin,  ottomana

## Calendario
| Calendario 1740 | Calendario 1740 | Calendario 1740 | Calendario 1740 | Calendario 1740 | Calendario 1740 | Calendario 1740 | Calendario 1740 | Calendario 1740 | Calendario 1740 | Calendario 1740 | Calendario 1740 | Calendario 1740 | Calendario 1740 | Calendario 1740 | Calendario 1740 | Calendario 1740 | Calendario 1740 | Calendario 1740 | Calendario 1740 | Calendario 1740 | Calendario 1740 | Calendario 1740 | Calendario 1740 | Calendario 1740 | Calendario 1740 | Calendario 1740 | Calendario 1740 | Calendario 1740 | Calendario 1740 | Calendario 1740 | Calendario 1740 | Calendario 1740 |
| --------------- | --------------- | --------------- | --------------- | --------------- | --------------- | --------------- | --------------- | --------------- | --------------- | --------------- | --------------- | --------------- | --------------- | --------------- | --------------- | --------------- | --------------- | --------------- | --------------- | --------------- | --------------- | --------------- | --------------- | --------------- | --------------- | --------------- | --------------- | --------------- | --------------- | --------------- | --------------- | --------------- |
|                 | 1               | 2               | 3               | 4               | 5               | 6               | 7               | 8               | 9               | 10              | 11              | 12              | 13              | 14              | 15              | 16              | 17              | 18              | 19              | 20              | 21              | 22              | 23              | 24              | 25              | 26              | 27              | 28              | 29              | 30              | 31              |                 |
| Gennaio         | Ve              | Sa              | Do              | Lu              | Ma              | Me              | Gi              | Ve              | Sa              | Do              | Lu              | Ma              | Me              | Gi              | Ve              | Sa              | Do              | Lu              | Ma              | Me              | Gi              | Ve              | Sa              | Do              | Lu              | Ma              | Me              | Gi              | Ve              | Sa              | Do              |                 |
| Febbraio        | Lu              | Ma              | Me              | Gi              | Ve              | Sa              | Do              | Lu              | Ma              | Me              | Gi              | Ve              | Sa              | Do              | Lu              | Ma              | Me              | Gi              | Ve              | Sa              | Do              | Lu              | Ma              | Me              | Gi              | Ve              | Sa              | Do              | Lu              |                 |                 |                 |
| Marzo           | Ma              | Me              | Gi              | Ve              | Sa              | Do              | Lu              | Ma              | Me              | Gi              | Ve              | Sa              | Do              | Lu              | Ma              | Me              | Gi              | Ve              | Sa              | Do              | Lu              | Ma              | Me              | Gi              | Ve              | Sa              | Do              | Lu              | Ma              | Me              | Gi              |                 |
| Aprile          | Ve              | Sa              | Do              | Lu              | Ma              | Me              | Gi              | Ve              | Sa              | Do              | Lu              | Ma              | Me              | Gi              | Ve              | Sa              | Do              | Lu              | Ma              | Me              | Gi              | Ve              | Sa              | Do              | Lu              | Ma              | Me              | Gi              | Ve              | Sa              |                 |                 |
| Maggio          | Do              | Lu              | Ma              | Me              | Gi              | Ve              | Sa              | Do              | Lu              | Ma              | Me              | Gi              | Ve              | Sa              | Do              | Lu              | Ma              | Me              | Gi              | Ve              | Sa              | Do              | Lu              | Ma              | Me              | Gi              | Ve              | Sa              | Do              | Lu              | Ma              |                 |
| Giugno          | Me              | Gi              | Ve              | Sa              | Do              | Lu              | Ma              | Me              | Gi              | Ve              | Sa              | Do              | Lu              | Ma              | Me              | Gi              | Ve              | Sa              | Do              | Lu              | Ma              | Me              | Gi              | Ve              | Sa              | Do              | Lu              | Ma              | Me              | Gi              |                 |                 |
| Luglio          | Ve              | Sa              | Do              | Lu              | Ma              | Me              | Gi              | Ve              | Sa              | Do              | Lu              | Ma              | Me              | Gi              | Ve              | Sa              | Do              | Lu              | Ma              | Me              | Gi              | Ve              | Sa              | Do              | Lu              | Ma              | Me              | Gi              | Ve              | Sa              | Do              |                 |
| Agosto          | Lu              | Ma              | Me              | Gi              | Ve              | Sa              | Do              | Lu              | Ma              | Me              | Gi              | Ve              | Sa              | Do              | Lu              | Ma              | Me              | Gi              | Ve              | Sa              | Do              | Lu              | Ma              | Me              | Gi              | Ve              | Sa              | Do              | Lu              | Ma              | Me              |                 |
| Settembre       | Gi              | Ve              | Sa              | Do              | Lu              | Ma              | Me              | Gi              | Ve              | Sa              | Do              | Lu              | Ma              | Me              | Gi              | Ve              | Sa              | Do              | Lu              | Ma              | Me              | Gi              | Ve              | Sa              | Do              | Lu              | Ma              | Me              | Gi              | Ve              |                 |                 |
| Ottobre         | Sa              | Do              | Lu              | Ma              | Me              | Gi              | Ve              | Sa              | Do              | Lu              | Ma              | Me              | Gi              | Ve              | Sa              | Do              | Lu              | Ma              | Me              | Gi              | Ve              | Sa              | Do              | Lu              | Ma              | Me              | Gi              | Ve              | Sa              | Do              | Lu              |                 |
| Novembre        | Ma              | Me              | Gi              | Ve              | Sa              | Do              | Lu              | Ma              | Me              | Gi              | Ve              | Sa              | Do              | Lu              | Ma              | Me              | Gi              | Ve              | Sa              | Do              | Lu              | Ma              | Me              | Gi              | Ve              | Sa              | Do              | Lu              | Ma              | Me              |                 |                 |
| Dicembre        | Gi              | Ve              | Sa              | Do              | Lu              | Ma              | Me              | Gi              | Ve              | Sa              | Do              | Lu              | Ma              | Me              | Gi              | Ve              | Sa              | Do              | Lu              | Ma              | Me              | Gi              | Ve              | Sa              | Do              | Lu              | Ma              | Me              | Gi              | Ve              | Sa              |                 |